# Nico Engelschman

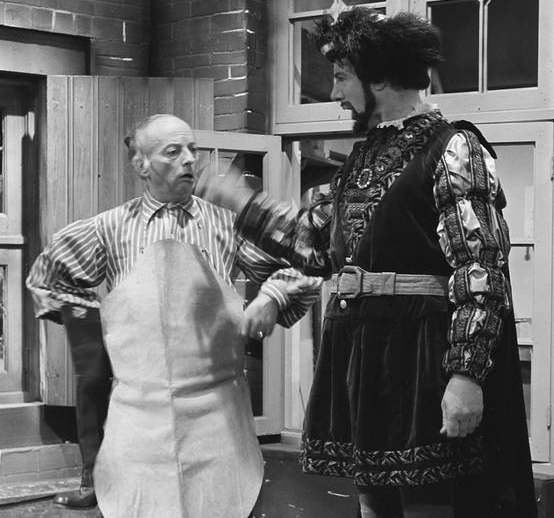
Nico Engelschman en Arend Hauer (rechts) in een aflevering van Vrouwtje Bezemsteel, 1964.

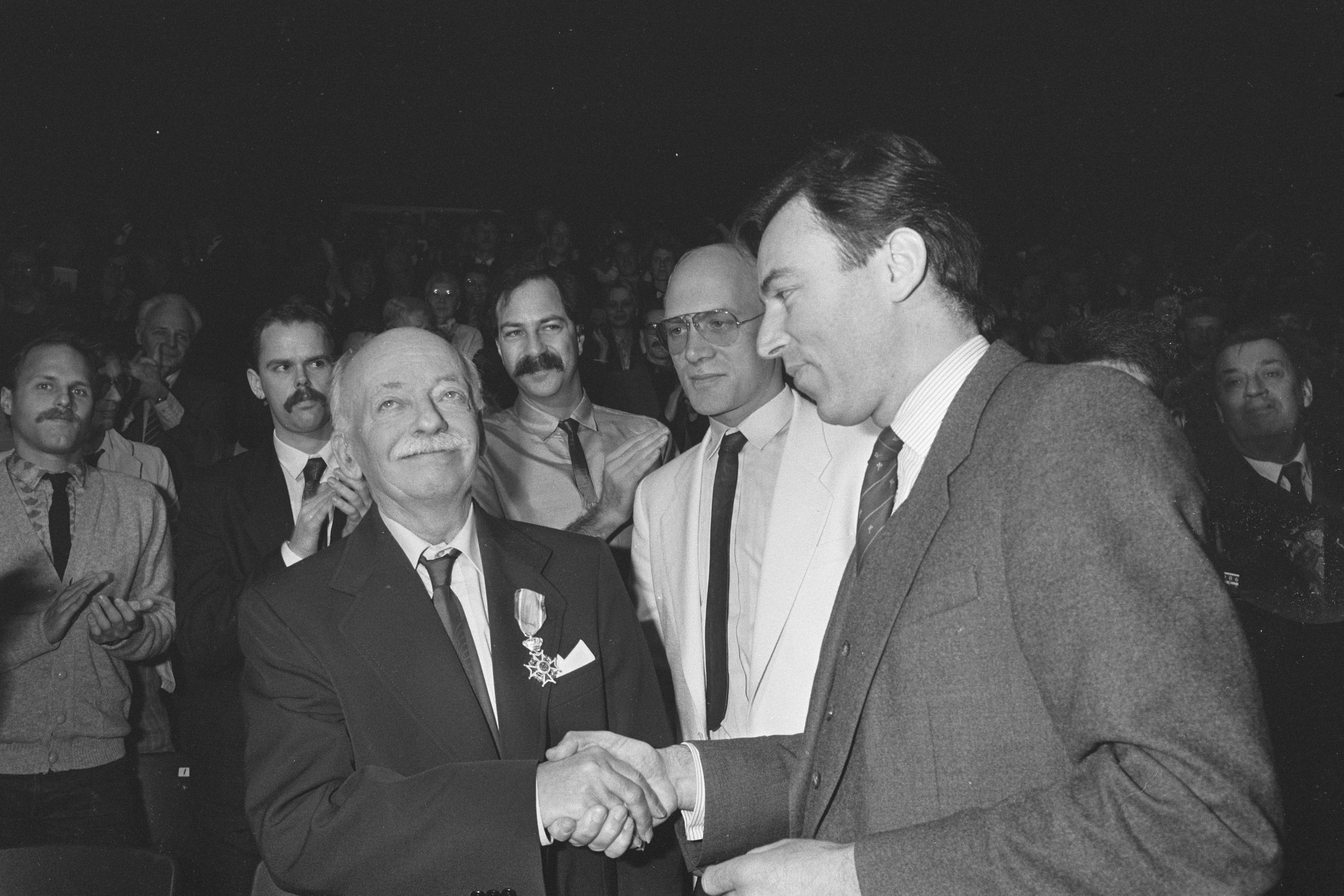
Engelschman krijgt een onderscheiding van minister Elco Brinkman ter gelegenheid van het 40-jarig bestaan van het COC, 1986.

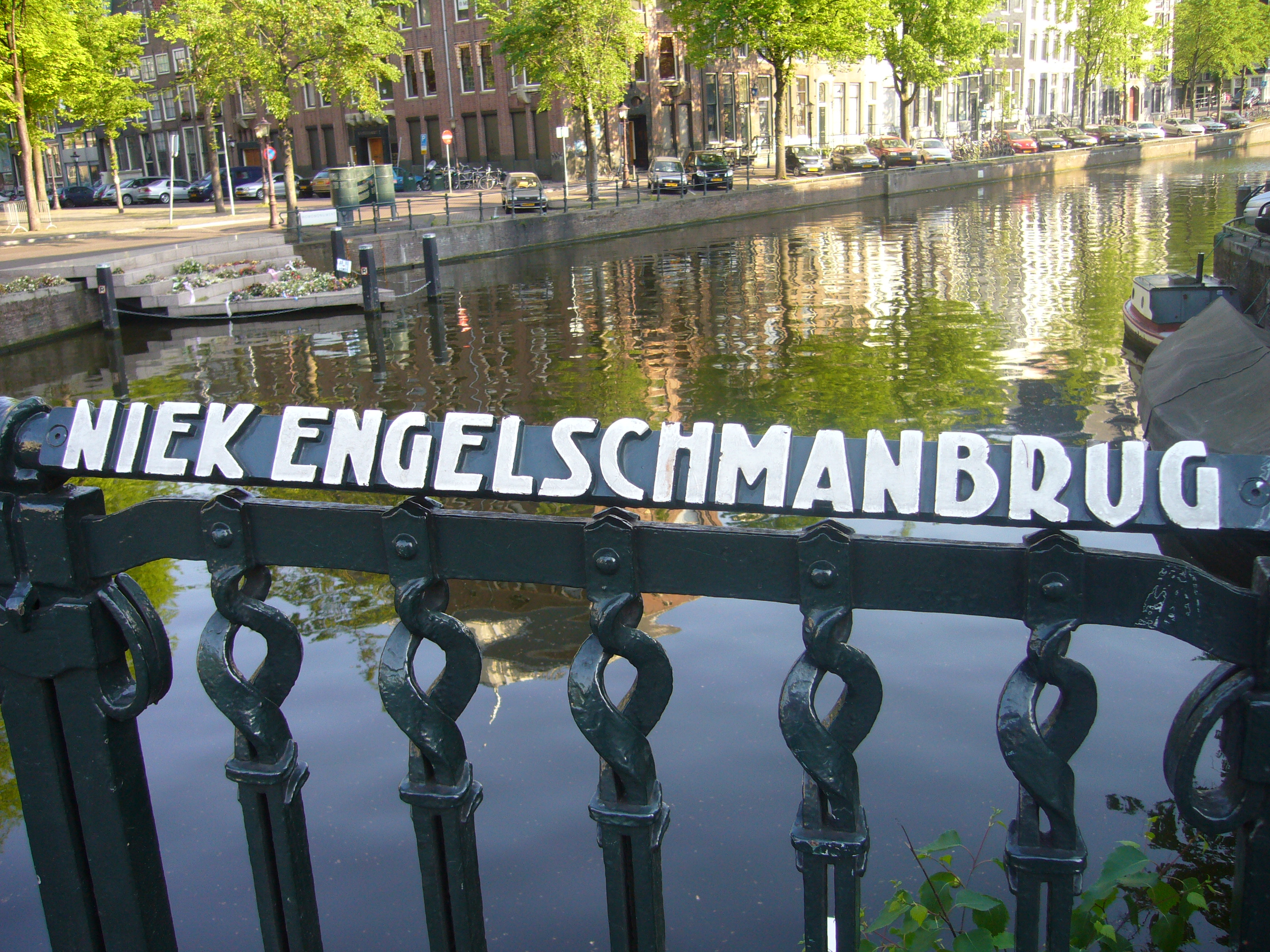
Niek Engelschmanbrug Amsterdam

Nico (Niek) Engelschman, pseudoniem Bob Angelo (Amsterdam, 12 november 1913 - aldaar, 27 oktober 1988), was een Nederlandse acteur, homo-activist en Nederlandse verzetsstrijder tijdens de Tweede Wereldoorlog.

## Jeugd en werkzaamheden voor de oorlog
Engelschman werd in Amsterdam geboren als zoon van de handelsreiziger Nathan Engelschman en Hendrika van der Star als oudste van vijf zonen. Zijn lagereschooltijd bracht hij in Amersfoort door waarna het gezin weer terugkeerde naar Amsterdam. Hij stamde uit een "gemengd" huwelijk; zijn vader kwam uit een Joods geslacht van handelslieden en zijn moeder kwam uit een luthersgezind middenstandsmilieu. Beiden waren noch religieus noch politiek geëngageerd. Door de crisisjaren was het voor Engelschman niet mogelijk om een middelbare school te volgen en ging hij op zijn dertiende werken als jongste bediende bij een van oorsprong Joods importbedrijf dat goederentransporten van en naar het voormalige Nederlands-Indië organiseerde. Hier werkte hij van 1926 tot 1942.

## Maatschappelijk engagement
Engelschman raakte door zijn werk tijdens de crisisjaren en armoede tijdens zijn jeugd meegemaakt maatschappelijk betrokken en werd eerst lid van de vakbond voor kantoorpersoneel "Mercurius". Hij las werken van Karl Marx en Lev Trotski en sloot zich in 1927 aan bij de Arbeiders Jeugd Centrale (AJC) en de Sociaal Democratische Arbeiders Partij (SDAP). Later, in 1935, zou hij zich voegen bij de radicalere communistische beweging van de Leninistische Jeugd Garde (LJG). Hier werd hij secretaris van het landelijk bestuur en ook redacteur van een aantal bladen, Arbeidersjeugd, De Jonge Leninist en De Rood Gardist. Hij werkte mee aan acties en demonstraties tegen jeugdwerkeloosheid en het beleid van de conservatieve regeringen Colijn en in 1936 schreef hij het boekje "Aanslag op de 160.000" - wat sloeg op het aantal jeugdwerkelozen. Ook schreef hij de eenakter "Fascistische Terreur" in dat jaar ter uitvoering op de toneelclub van de LJG. Het stuk ging over de fascistische regimes en hun wandaden in Europa. Door het toneelspelen binnen de LJG begon hij acteursambities te krijgen.

## Homoseksualiteit
Engelschman was in de jeugdbewegingstijd weleens verliefd geworden op een andere jongen maar pas na zijn 24e werd het hem helemaal duidelijk dat hij homoseksueel was. Hij begon zich in het onderwerp te verdiepen en las boeken over homoseksualiteit. Hij kwam in contact met Jhr. J.A. Schorer die via zijn Nederlandsch Wetenschappelijk Humanitair Komitee (N.W.H.K.) streed tegen het wettelijk verbod op homoseksuele handelingen. Hij was het echter niet eens met de tactiek van de toch wel wat elitaire Schorer. Het ging Engelschman vooral om de sociale achterstelling. Hij begon mee te werken aan de emancipatie van homoseksuelen en te stoppen met zijn andere maatschappelijke activiteiten. Van Henk Sneevliet, die zelf twee homoseksuele zonen had, kreeg hij toestemming om LJG te verlaten; officieel werd gemeld dat hij ziek was. In 1939 begon Engelschman samen met Jaap van Leeuwen en Hann Diekmann naar het Zwitserse voorbeeld Menschenrecht met een tijdschrift voor homoseksuelen, 'Levensrecht', waarvan het eerste nummer in maart 1940 uitkwam. Hij schreef hierin onder het het pseudoniem "Bob Angelo" om geen maatschappelijke problemen te krijgen.
De Duitse inval maakte echter nadat het derde nummer verschenen was vooralsnog een einde aan Levensrecht.

## Verzetsactiviteiten
Samen met zijn broer Hennie kwam Engelschman bij het verzet terecht. Thuis bij hun ouders maakten zij illegale huis-aan-huisbladen. Vanaf januari 1941 werd daar het illegale blad "De Vonk" gestencild. De redactie vergaderde later in het huis dat Engelschman in 1943 betrok, het souterrain van Keizersgracht 518 te Amsterdam. Gedurende de oorlog zat Engelschman op verschillende adressen om arrestatie te voorkomen, zowel thuis bij zijn moeder als bij vrienden. Behalve de productie en distributie van bladen hielpen Engelschman en zijn broer ook joodse vrienden en kennissen onderduikadressen vinden.

## Toneel
In 1942 meldde Engelschman zich aan bij de Toneelschool te Amsterdam. Hoewel hij formeel niet Joods was met enkel een joodse vader durfde de opleiding hem niet aan te nemen maar mocht hij wel informeel enige tijd meelopen. Daarna nam hij acteerlessen bij Louis van Gasteren en Louis Saalborn. Hij voorzag in zijn levensonderhoud gedurende de laatste twee oorlogsjaren door bij zich thuis illegale toneeluitvoeringen te geven. Na de bevrijding ging hij werken bij de Tooneelgroep 5 Mei 1945 die bestond uit acteurs die zich principieel niet hadden aangesloten bij de Kultuurkamer. Ook speelde hij rollen bij het Zuid-Nederlandsch Tooneel.

## COC
Engelschman besloot in 1946 door te gaan met de emancipatiestrijd voor homoseksuelen. Het tijdschrift Levensrecht maakte in september van dat jaar een doorstart, en uit de lezerskring ontstond de Shakespeareclub, de eerste Nederlandse vereniging van en voor homo's. Op 7 december 1946 werd de eerste bijeenkomst georganiseerd van de vereniging, die later C.O.C. genoemd werd: Cultuur- en Ontspanningscentrum (de naam werd later veranderd in: Nederlandse Vereniging tot Integratie van Homoseksualiteit COC, kortweg NVIH COC). De beginjaren waren moeilijk omdat de overheid niet welgevallig stond tegenover de beweging en de zedenpolitie onderzoek deed en zelfs invallen bij leden en de sociëteit. Het C.O.C. zag Engelschman als een maatschappelijke emancipatiebeweging.
Hij baseerde zich op de Universele Verklaring van de Rechten van de Mens die de Verenigde Naties in 1948 hadden opgesteld. Homoseksuelen moesten in het openbaar volwaardige, gelijkwaardige en gerespecteerde burgers kunnen zijn. Bij elke nieuwjaarstoespraak die hij hield sprak Engelschman over de gelijkwaardigheid en stelde discriminatie op basis van seksuele geaardheid op één lijn met discriminatie op basis van afkomst, geslacht of ras. Hij pleitte voor gelijkstelling voor de wet op allerlei gebieden voor homoseksuelen, het schrappen van discriminatoire wetsbepalingen, het slechten van vooroordelen. Ook bepleitte hij wetenschappelijk onderzoek naar homoseksualiteit. Samen met Jaap van Leeuwen introduceerde hij in 1949 het woord 'homophilie', al spoedig als 'homofilie' geschreven.
Negentien jaar lang was Engelschman het gezicht van het C.O.C., onder zijn pseudoniem Bob Angelo. Hij was directeur van het bureau, redacteur van het tijdschrift en voorzitter van de vereniging. Toen hij in 1962 terugtrad werd hij tot erevoorzitter benoemd.

## Toneelwerk na de oorlog
Naast zijn werk voor het C.O.C. bleef Engelschman toneelspelen en regisseerde hij ook. Zijn laatste regiewerk was voor de ook door hem opgerichte Amsterdamse amateurtoneelgroep De Jonge Leidsche, na zijn dood in 1988 te zijner ere omgedoopt tot Angelo, naar zijn schuilnaam Bob Angelo. Voor het C.O.C. en de NVSH regisseerde hij in de jaren vijftig en zestig vele toneelstukken. Ook bleef Nico Engelschman als hoofdzakelijk bijrol-acteur actief in het theater en later ook op de televisie en in speelfilms. In 1959 maakte hij deel uit van het toneelgezelschap "Studio" dat onder leiding van Kees van Iersel moderne stukken op het podium bracht. Op de televisie speelde hij onder meer in de jeugdserie Floris van de NOS. Ook had hij filmrollen in "Geen Paniek" (1973), "Keetje Tippel" (1975) en "Het Verleden" (1982) en was hij nog regelmatig te zien in bijrollen in diverse televisieseries.

## Verdere personalia
Engelschman had verschillende langdurige relaties, aanvankelijk met Nol Biesterveld, daarna met Hans Flemming en sinds 1972 woonde hij samen met de verpleegkundige Jan Onrust die hij in de COC-sociëteit De Schakel had leren kennen. Zij zouden tot het overlijden van Engelschman in 1988 samenblijven.

## Eerbetoon
Als postuum eerbetoon stelde het COC in 1991 de Bob Angelo-penning in, vernoemd naar het pseudoniem van Engelschman. Deze penning wordt sindsdien elk jaar verleend aan mensen of organisaties die hebben bijgedragen aan de homo-emancipatie. Later werden aan dit eerbetoon de Bob Angelo-oorkonde en het Bob Angelo-fonds toegevoegd.  
Eveneens in 1991 werd in de Emancipatiebuurt in de Nijmeegse wijk Goffert een laan naar hem vernoemd, in Leiden een straat, in Den Haag een park en een straat en in Amsterdam kreeg brug nr. 106 over de Keizersgracht, die vanuit het centrum naar het Homomonument leidt, de naam Niek Engelschmanbrug.
In 2025 was Nico Engelschman een van de 14 genomineerden in de verkiezing van de Grootste Amsterdammer, die Het Parool organiseerde ter gelegenheid van 750 jaar Amsterdam.

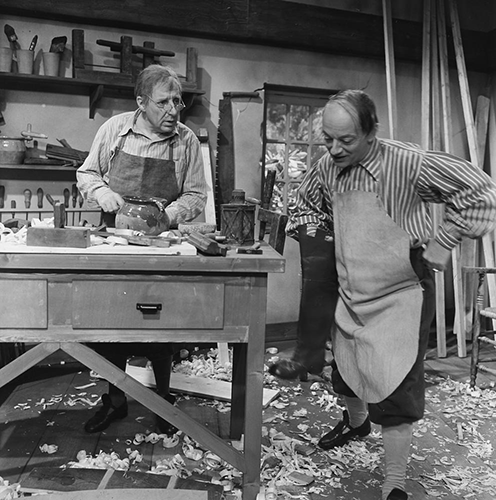
Bert van der Linden (links) en Nico Engelschman tijdens een aflevering van Vrouwtje Bezemsteel, 1964.
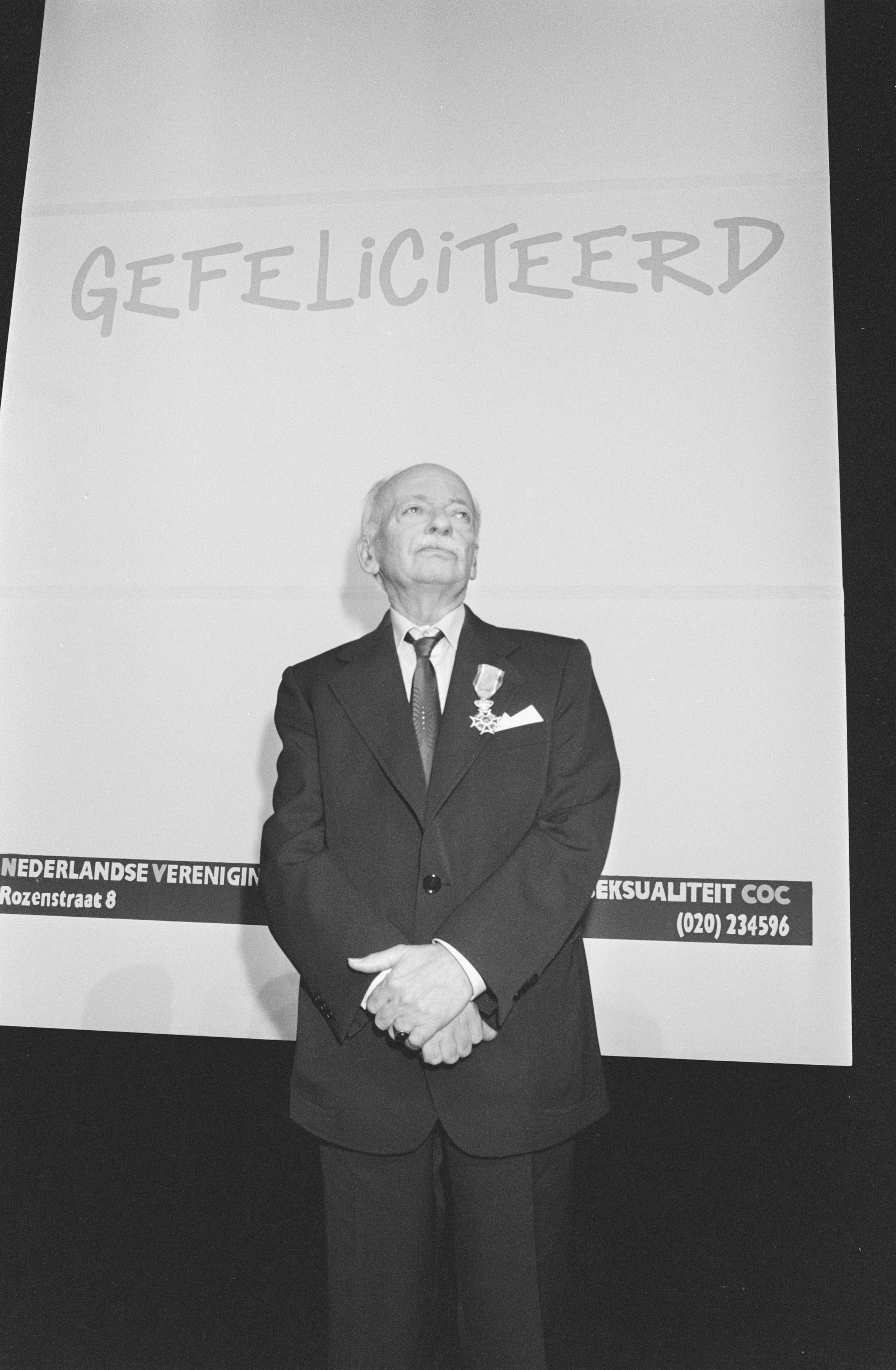
Niek Engelschman ontvangt een koninklijke onderscheiding ter gelegenheid van het 40-jarig bestaan van het COC, 1986
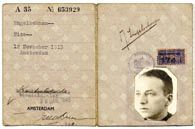
Paspoort, 28 januari 1943
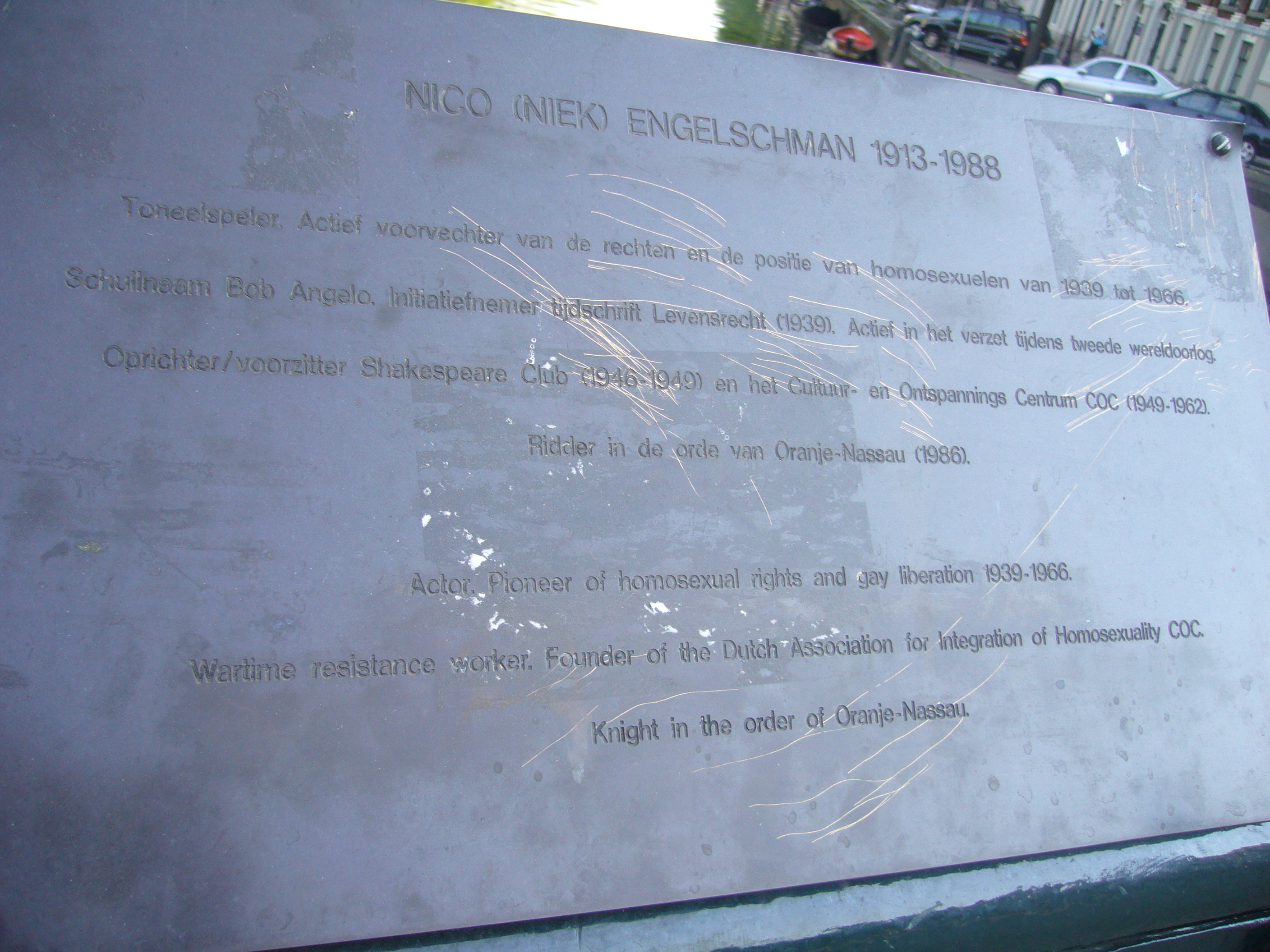
Niek Engelschmanbrug gedenkplaat

## Over Engelschman
- Wim Bot: Tegen fascisme, kapitalisme en oorlog. Het Marx-Lenin-Luxemburgfront, juli 1940 – april 1942. Amsterdam 1983
- Wim Bot: Generaals zonder troepen. Het Comité van Revolutionaire Marxisten, zomer 1942 – mei 1945. Amsterdam 1986
- Bart de Cort: De groep Gerretsen. Kroniek van een verzetsgroep, 1940-1945. Amsterdam 1998
- Menno Eekman en Herman Pieterson: Linkssocialisme tussen de wereldoorlogen. Twee studies. Amsterdam 1987
- Piet Hein Honig: Acteurs- en kleinkunstenaarslexicon. Diepenveen 1984. Overzicht van de toneelrollen van Engelschman op blz. 263
- Pieter Koenders: Tussen christelijk réveil en seksuele revolutie. Bestrijding van zedeloosheid in Nederland, met nadruk op repressie van homoseksualiteit. Amsterdam 1996
- Gé Nabrink: "Seksuele hervorming in Nederland. Achtergronden en geschiedenis van de NMB en de NVSH, 1881-1971. Nijmegen 1978
- Sal Santen: Sneevliet, rebel. Amsterdam 1971
- Benno J. Stokvis (samenstelling): Biografie III, in: De homosexueelen, 35 autobiographieën". Lochem 1939, pagina 49-53
- Corrie Verkerk: "Het huis van Niek Engelschman, 1913-1988" in: Het Parool 17 januari 2004
- Hans Warmerdam en Pieter Koenders: "Cultuur en ontspanning. Het COC, 1946-1966". Utrecht 1987